# Gare de Gemeaux
La gare de Gemeaux est une gare ferroviaire française de la ligne de Dijon-Ville à Is-sur-Tille, située sur le territoire de la commune de Gemeaux, dans le département de la Côte-d'Or en région Bourgogne-Franche-Comté.
Elle est mise en service en 1872 par la Compagnie des chemins de fer de Paris à Lyon et à la Méditerranée (PLM).
C'est une halte voyageurs de la Société nationale des chemins de fer français (SNCF).

## Situation ferroviaire
Établie à 306 mètres d'altitude, la gare de Gemeaux est située au point kilométrique (PK) 341,953 de la ligne de Dijon-Ville à Is-sur-Tille, entre les gares de Saint-Julien - Clénay et d'Is-sur-Tille.

## Histoire
La station de Gemeaux est mise en service le 28 octobre 1872 par la Compagnie des chemins de fer de Paris à Lyon et à la Méditerranée (PLM), lorsqu'elle ouvre à l'exploitation la section de Dijon à Is-sur-Tille de sa ligne de Dijon à Langres.

La gare vers 1900
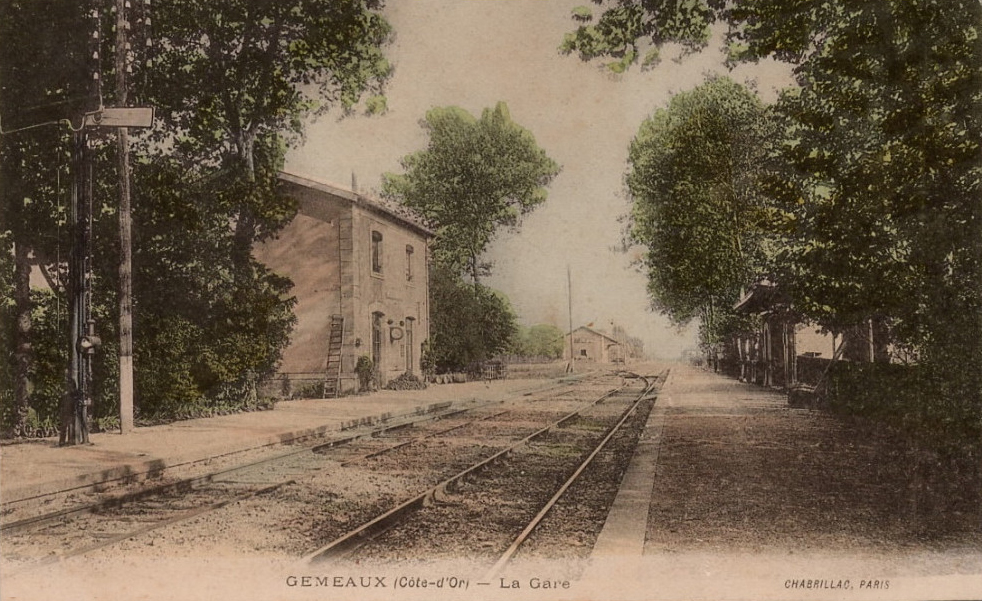
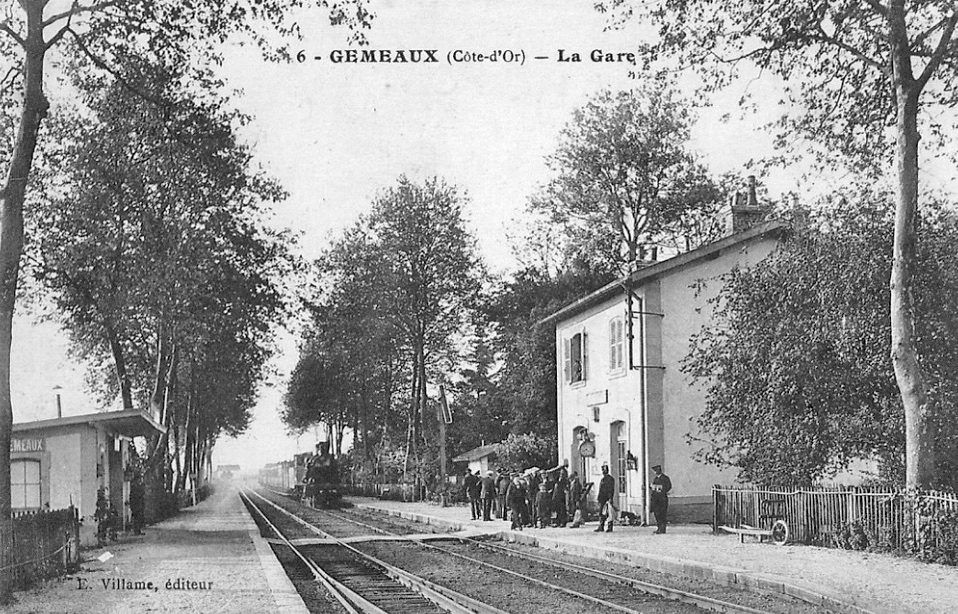

## Fréquentation
De 2015 à 2023, selon les estimations de la SNCF, la fréquentation annuelle de la gare s'élève aux nombres indiqués dans le tableau ci-dessous.
| Année     | 2015   | 2016   | 2017   | 2018   | 2019   | 2020   | 2021   | 2022   | 2023   |
| --------- | ------ | ------ | ------ | ------ | ------ | ------ | ------ | ------ | ------ |
| Voyageurs | 20 887 | 23 194 | 22 008 | 19 944 | 22 959 | 20 015 | 21 872 | 28 695 | 23 540 |

## Service des voyageurs

### Accueil
Halte SNCF, C'est un point d'arrêt non géré (PANG) à entrée libre.
Une passerelle permet la traversée des voies et le passage d'un quai à l'autre.

### Desserte
Gemeaux est desservie par des trains TER Bourgogne-Franche-Comté qui effectuent des missions entre les gares de Dijon-Ville et d'Is-sur-Tille.

### Intermodalité
Un parc pour les vélos et un parking pour les véhicules y sont aménagés.

## Patrimoine ferroviaire
En 2014, l'ancien bâtiment voyageurs n'existe plus, mais la halle à marchandises du PLM est toujours présente bien qu'elle soit à l'abandon.